# Bezův kodex

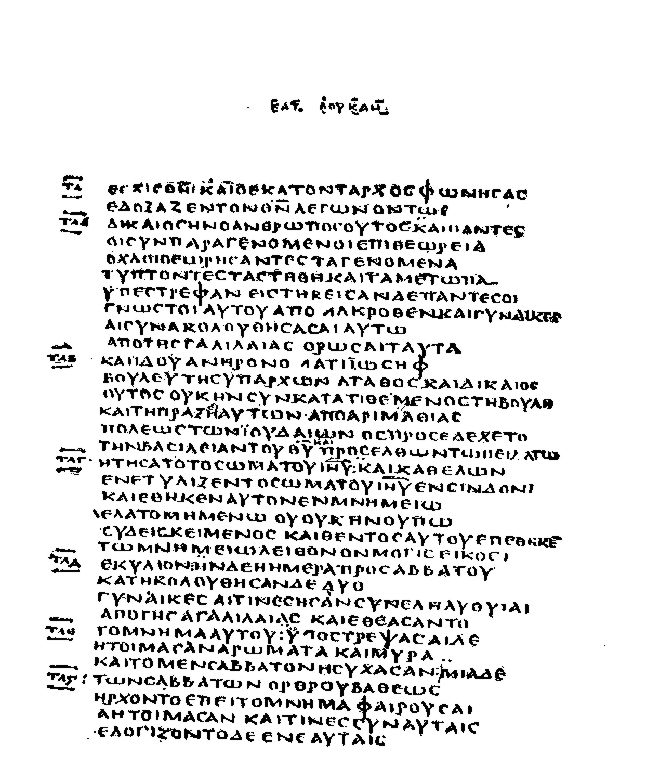
Ukázka řecké stránky Bezova kodexu

Bezův kodex (Codex Bezae Cantabrigiensis) je dvojjazyčný (řecko-latinský) pergamenový kodex z 5. či 6. století obsahující text evangelií a část Skutků apoštolů. Spolu s kodexem Klaromontánským se v textové kritice označuje písmenem D 05.
Bezův kodex vznikl v jižní části Franské říše a byl uložen v Lyonském klášteře. V roce 1562 se dostal do rukou hugenotů a v roce 1581 jej objevil kalvinista Theodor Beza. Ten jej daroval Cambridgeské univerzitě (lat. Cantabrigia, odtud jméno Cantabrigiensis). Kodex se skládá z 406 listů, původně jich bylo více než 500; vysoký je 26 cm, široký 21,5 cm, každá strana má jeden sloupec s 33 řádky. Obsahuje kromě několika mezer všechna čtyři evangelia a část Skutků apoštolů. Text je psán dvojjazyčně, v řeckém originálu a latinském překladu.
Bezův kodex patří k jedněm z nejvýznamnějších kodexů sloužících k textové kritice Nového zákona. Poprvé jej spolu s klaromontánským kodexem a dalšími kodexy za tímto účelem použil samotný Theodor Beza při své analýze řeckého textu Nového zákona a při vydání nové, kritické verze novozákonního textu.
- Low resolution digital facsimile of the Codex Bezae - Cambridge University Library
- The Gospels and Acts according to codex Bezae; texts, translation and comments Archivováno 3. 8. 2017 na Wayback Machine.